# Тодор Петров – Тошкара
Тодор Петров Илчев (Илиев), известен като Тошкара или Тошкаро, е български революционер, деец на Вътрешната македоно-одринска революционна организация и Вътрешната македонска революционна организация.

## Биография
Роден е на 16 януари 1885 година във Велес или в София. Присъединява се към ВМОРО. Участва в Илинденско-Преображенското въстание в 1903 година с четата на Димитър Ботков и участва в нападението на казармите в село Тъмръш.
Пред пролетта на 1912 година влиза в Македония с четата на Крум Петишев, който го определя като „скромен, добродушен и много духовит“. След Междусъюзническата война, заедно с Петишев, Любомир Весов и Ване Стоянов участва в организираната от Петър Чаулев Валандовска акция през 1914 година. С отряда на Чаулев и Никола Лефтеров от 200 души нахлува в Македония от Банско като четник на Димитър Недков.
След Първата световна война участва във възстановяването на революционната организация. Поддържа Софийския пункт на ВМРО. През пролетта на 1921 година заедно с Весов, Петишев и Стоянов се среща с Александър Протогеров, който им предлага да заминат за Битолско, за да агитират в полза на кандидатите на ВМРО, включени в листата на Комунистическата партия за изборите. В 1923 година заедно със Стоянов, Петишев, Миле Христов, Васил Пундев, Алексо Стефанов, Протогеров и Георги Попхристов влиза в Битолско от Албания. В Албания е принуден да се легализира в Тирана и работи като шофьор. По-късно заминава за Рим, където Петър Чаулев, Йордан Гюрков и Петър Шанданов водят преговори с албанския революционен комитет, представен от Зия Дибра.
След убийството на Александър Протогеров в 1928 година е на страната на протогеровистите. Пунктов началник е на протогеровистите в София. Убит е на 28 октомври 1929 година в леглото си от привърженика на Иван Михайлов Атанас Стоянов Аргиров. Брат му Васил Петров Илиев Мандибура е убит от михайловисти на 13 май 1933 година в София.